# Альтштеттен
Альтштеттен (нем. Altstätten, произошло от двух немецких слов Alt (старый) и Stadt (город), это связано с исторической частью в центре города, которая сохранилась по сегодняшний день) — город в Швейцарии, в кантоне Санкт-Галлен. 
Входит в состав округа Рейнталь. Население составляет 12 002 человека (на 31 декабря 2021 года). Официальный код — 3251. 